# Wusterhausen/Dosse
Wusterhausen/Dosse – gmina w Niemczech, w kraju związkowym Brandenburgia, w powiecie Ostprignitz-Ruppin.

## Geografia
Gmina Wusterhausen położona jest na zachód od miasta Neuruppin.

## Nazwa
Urzędowa forma nazwy jest dwuczłonowa, przy czym drugi wyraz zapisywany jest po ukośniku; potocznie nazwę gminy skraca się do samego Wusterhausen.
Nazwa Wusterhausen powstała z połączenia słowiańskiego członu ostrovъ „wyspa” z końcówką niemiecką hausen, co wskazuje na to iż wyspę zasiedlili dopiero osadnicy niemieccy. Stanisław Kozierowski tłumaczył ją jako Ostrożno.

## Historia
W latach 1291–1997 Wusterhausen/Dosse było miastem.

## Dzielnice
W skład gminy wchodzą następujące dzielnice: Bantikow, Barsikow, Blankenberg, Brunn, Bückwitz, Dessow, Emilienhof, Ganzer, Gartow, Kantow, Läsikow, Lögow, Metzelthin, Nackel, Schönberg, Sechzehneichen, Segeletz, Tornow, Tramnitz, Trieplatz i Wulkow.

## Współpraca międzynarodowa
- Edewecht, Dolna Saksonia
- Montfermeil, Francja